# Ribeira Seca (curso de água, Praia da Vitória)
A Ribeira Seca é um curso de água português, localizado no concelho açoriano da Praia da Vitória, ilha Terceira, arquipélago dos Açores.
Este curso de água encontra-se geograficamente localizado na parte Noroeste da ilha Terceira e tem a sua origem a cerca de 300 metros de altitude, nos contrafortes do complexo vulcânico do  Pico Alto, a segunda formação geológica da ilha Terceira que se eleva a 809 metros de altitude acima do nível do mar e faz parte de bacia hidrográfica gerada pela própria montanha.
Este curso de água desagua no Oceano atlântico.